# Zoe (księżyc)
Zoe, pełna nazwa (58534) Logos I Zoe – księżyc planetoidy (58534) Logos, która należy do planetoid transneptunowych. W przypadku tego obiektu określenie „księżyc” nie do końca odpowiada rzeczywistości w związku z jego rozmiarami w stosunku do nieco tylko większego towarzysza (ok. 66 km i 80 km). Zoe i Logos to planetoida podwójna.

## Odkrycie i nazwa
Zoe został odkryty 17 listopada 2001 roku na podstawie obserwacji wykonanych przez teleskop Hubble’a. Odkrywcami byli astronomowie K. Noll, D. Stephens, W. Grundy, J. Spencer, R. Millis, M. Buie, D. Cruikshank, S. Tegler oraz W. Romanishin.

## Orbita i właściwości fizyczne

Ruchy Logosa i Zoe wokół wspólnego środka masy układu

Obiekt ten ma średnicę ok. 66 km i okrąża z większym Logosem wspólny środek masy w zmiennej odległości od 4405 do 11614 km od jej centrum w czasie ok. 312 dni po orbicie o mimośrodzie ok. 0,45, która nachylona jest do ekliptyki pod kątem 112,5°.